# Visací zámek
Visací zámek – zespół punk-rockowy istniejący na czeskiej scenie nieprzerwanie od 1982 roku. Uważany za najstarszą czeską punkową legendę. Od chwili powstania grupa gra w niezmienionym składzie.  
Za sukces grupy odpowiadają m.in. nietuzinkowe teksty Jana Hauberta, który w 2005 roku z powodzeniem zadebiutował na czeskiej scenie literackiej pisząc zarówno poezję („Wiersze” (Básně) – 2005), jak i prozę („Orka głęboka” (Hluboká orba) – 2007).  
O zespole krąży wiele legend, jak choćby jedna z nich, odnosząca się do początków jego istnienia. Mianowicie członkowie nieistniejącej jeszcze wtedy grupy mieli rozpowiadać wieść o rzekomo najlepszej punkowej grupie w Pradze i całych Czechach o nazwie Visací zámek. Ostatecznie ta fama stała się już tak znana, że nie pozostało im nic innego, niż założyć zespół. Innym, nie tak starym mitem była informacja o wpisaniu zespołu na listę zabytków UNESCO (rzekomo razem z U2) dzięki istnieniu 25 lat w tym samym składzie.

## Członkowie
- Jan Haubert – śpiew, wiersze
- Michal Pixa – gitara, śpiew
- Vladimír Šťástka – bas, śpiew
- Ivan Rut – gitara, śpiew
- Jiří Pátek – perkusja

## Dyskografia

### Albumy oficjalne
- Visací zámek (1990)
- Start 02 (1991)
- Three Locks (1992)
- Traktor (1993)
- Jako vždycky (1994)
- Sex (1996)
- Zámkománie (1998)
- Visací zámek znovu zasahuje (2000)
- Punk! (2005)
- 25 let, CD + DVD (2008)

### Kompilacje, nagrania z koncertów
- Raritky (1989)
- 19 let – Live at Akropolis (2001)
- Žofín (2002)
- 20 let – Live at Akropolis (2003)

### Inne wydawnictwa
- film „Visací zámek 1982-2007” (1993)
- tomik poezji „Wiersze” (Básně) (Jan Hauert, 2005)
- książka „Orka głęboka” (Hluboká orba) (Jan Haubert, 2007)